# Доля, Фёдор Павлович
Фёдор Па́влович До́ля (19 апреля 1907 — 1996) — советский дипломат. Чрезвычайный и полномочный посол.

## Биография
Член ВКП(б). Окончил Московский авиационный институт (1936).
- В 1939—1941 годах — сотрудник центрального аппарата НКИД СССР.
- В 1941—1944 годах — служба в Советской Армии.
- В 1944—1949 годах — советник посольства СССР в Афганистане.
- В 1947—1949 годах — председатель советской делегации в Смешанной советско-афганской комиссии по демаркации государственной границы между СССР и Афганистаном.
- С 19 декабря 1950 по 5 января 1956 года — чрезвычайный и полномочный посланник СССР в Таиланде[1].
- В 1956—1960 годах — заместитель заведующего Отделом стран Юго-Восточной Азии МИД СССР.
- В 1960—1961 годах — советник-посланник посольства СССР в Индии.
- С 22 ноября 1961 по 7 апреля 1964 года — чрезвычайный и полномочный посол СССР в Нигерии[2].
- В 1964—1974 годах — сотрудник Отдела публикации дипломатических документов МИД СССР.